# Linia kolejowa nr 353
Linia kolejowa nr 353 Poznań Wschód – Skandawa – jedno- i dwutorowa, w większości zelektryfikowana, pierwszorzędna linia kolejowa znaczenia państwowego przebiegająca przez województwa wielkopolskie, kujawsko-pomorskie i warmińsko-mazurskie.

## Charakterystyka techniczna
| Liczba torów | Elektryfikacja                                                                                      | Przeznaczenie linii                                                                         |
| --- | --------------------------------------------------------------------------------------------------- | ------------------------------------------------------------------------------------------- |
| - dwutorowa na odcinku (-0,745) – 367,700 - jednotorowa na odcinkach (-0,910) – (-0,745) oraz 367,700 – 389,065 | - zelektryfikowana na odcinku (-0,910) – 368,415 - niezelektryfikowana na odcinku 368,415 – 389,065 | - pasażersko-towarowa na odcinku (-0,910) – 366,371 - towarowa na odcinku 366,371 – 389,065 |

| Wykaz maksymalnych prędkości w km/h                                     | Wykaz maksymalnych prędkości w km/h | Wykaz maksymalnych prędkości w km/h | Wykaz maksymalnych prędkości w km/h | Wykaz maksymalnych prędkości w km/h | Wykaz maksymalnych prędkości w km/h | Wykaz maksymalnych prędkości w km/h | Wykaz maksymalnych prędkości w km/h | Wykaz maksymalnych prędkości w km/h | Wykaz maksymalnych prędkości w km/h |
| ----------------------------------------------------------------------- | ----------------------------------- | ----------------------------------- | ----------------------------------- | ----------------------------------- | ----------------------------------- | ----------------------------------- | ----------------------------------- | ----------------------------------- | ----------------------------------- |
| tor 1                                                                   | tor 1                               | tor 1                               |                                     | odcinek linii                       | odcinek linii                       |                                     | tor 2                               | tor 2                               | tor 2                               |
| pociągi pasażerskie                                                     | szynobusy                           | pociągi towarowe                    | km pocz                             | km końcowy                          | pociągi pasażerskie                 | szynobusy                           | pociągi towarowe                    |                                     |                                     |
|                                                                         |                                     |                                     | -0,910                              | -0,745                              | 100                                 | 100                                 | 70                                  |                                     |                                     |
| 100                                                                     | 100                                 | 100                                 | -0,745                              | 0,400                               | 100                                 | 100                                 | 70                                  |                                     |                                     |
| 140                                                                     | 140                                 | 100                                 | 0,400                               | 3,500                               | 150                                 | 150                                 | 80                                  |                                     |                                     |
| 140                                                                     | 140                                 | 80                                  | 3,500                               | 7,400                               | 150                                 | 150                                 | 80                                  |                                     |                                     |
| 140                                                                     | 140                                 | 80                                  | 7,400                               | 8,800                               | 130                                 | 130                                 | 80                                  |                                     |                                     |
| 160                                                                     | 160                                 | 80                                  | 8,800                               | 20,700                              | 160                                 | 160                                 | 80                                  |                                     |                                     |
| 130                                                                     | 130                                 | 80                                  | 20,700                              | 22,300                              | 130                                 | 130                                 | 80                                  |                                     |                                     |
| 160                                                                     | 160                                 | 80                                  | 22,300                              | 43,900                              | 160                                 | 160                                 | 80                                  |                                     |                                     |
| 100                                                                     | 100                                 | 80                                  | 43,900                              | 45,900                              | 100                                 | 100                                 | 80                                  |                                     |                                     |
| 120                                                                     | 120                                 | 80                                  | 45,900                              | 47,400                              | 120                                 | 120                                 | 80                                  |                                     |                                     |
| 150                                                                     | 150                                 | 80                                  | 47,400                              | 70,910                              | 150                                 | 150                                 | 80                                  |                                     |                                     |
| 150                                                                     | 150                                 | 100                                 | 70,910                              | 72,878                              | 150                                 | 150                                 | 100                                 |                                     |                                     |
| 150                                                                     | 150                                 | 100                                 | 72,878                              | 72,951                              | 120                                 | 120                                 | 100                                 |                                     |                                     |
| 120                                                                     | 120                                 | 100                                 | 72,951                              | 74,718                              | 120                                 | 120                                 | 100                                 |                                     |                                     |
| 150                                                                     | 150                                 | 100                                 | 74,718                              | 74,759                              | 120                                 | 120                                 | 100                                 |                                     |                                     |
| 150                                                                     | 150                                 | 100                                 | 74,759                              | 88,400                              | 150                                 | 150                                 | 100                                 |                                     |                                     |
| 120                                                                     | 120                                 | 100                                 | 88,400                              | 91,200                              | 120                                 | 120                                 | 100                                 |                                     |                                     |
| 150                                                                     | 150                                 | 100                                 | 91,200                              | 95,500                              | 150                                 | 150                                 | 100                                 |                                     |                                     |
| 150                                                                     | 150                                 | 100                                 | 95,500                              | 97,400                              | 120                                 | 120                                 | 100                                 |                                     |                                     |
| 120                                                                     | 120                                 | 100                                 | 97,400                              | 99,000                              | 120                                 | 120                                 | 100                                 |                                     |                                     |
| 80                                                                      | 80                                  | 70                                  | 99,000                              | 101,367                             | 80                                  | 80                                  | 70                                  |                                     |                                     |
| 80                                                                      | 80                                  | 70                                  | 101,367                             | 101,403                             | 120                                 | 120                                 | 100                                 |                                     |                                     |
| 120                                                                     | 120                                 | 100                                 | 101,403                             | 134,259                             | 120                                 | 120                                 | 100                                 |                                     |                                     |
| 40                                                                      | 40                                  | 40                                  | 134,259                             | 137,800                             | 40                                  | 40                                  | 40                                  |                                     |                                     |
| 60                                                                      | 60                                  | 60                                  | 137,800                             | 138,732                             | 60                                  | 60                                  | 60                                  |                                     |                                     |
| 120                                                                     | 120                                 | 60                                  | 138,732                             | 140,034                             | 120                                 | 120                                 | 50                                  |                                     |                                     |
| 120                                                                     | 120                                 | 60                                  | 140,034                             | 140,045                             | 120                                 | 120                                 | 100                                 |                                     |                                     |
| 120                                                                     | 120                                 | 100                                 | 140,045                             | 193,361                             | 120                                 | 120                                 | 100                                 |                                     |                                     |
| 100                                                                     | 100                                 | 100                                 | 193,361                             | 193,401                             | 120                                 | 120                                 | 100                                 |                                     |                                     |
| 100                                                                     | 100                                 | 100                                 | 193,401                             | 194,797                             | 70                                  | 70                                  | 50                                  |                                     |                                     |
| 100                                                                     | 100                                 | 100                                 | 194,797                             | 194,898                             | 120                                 | 120                                 | 100                                 |                                     |                                     |
| 120                                                                     | 120                                 | 100                                 | 194,898                             | 199,350                             | 120                                 | 120                                 | 100                                 |                                     |                                     |
| 120                                                                     | 120                                 | 100                                 | 199,350                             | 212,252                             | 120                                 | 120                                 | 100                                 |                                     |                                     |
| 120                                                                     | 120                                 | 100                                 | 212,252                             | 212,307                             | 100                                 | 100                                 | 100                                 |                                     |                                     |
| 100                                                                     | 100                                 | 100                                 | 212,307                             | 213,528                             | 100                                 | 100                                 | 100                                 |                                     |                                     |
| 120                                                                     | 120                                 | 100                                 | 213,528                             | 213,569                             | 120                                 | 120                                 | 100                                 |                                     |                                     |
| 120                                                                     | 120                                 | 100                                 | 213,569                             | 220,597                             | 120                                 | 120                                 | 100                                 |                                     |                                     |
| 100                                                                     | 100                                 | 100                                 | 220,597                             | 222,466                             | 100                                 | 100                                 | 100                                 |                                     |                                     |
| 120                                                                     | 120                                 | 100                                 | 222,466                             | 257,690                             | 120                                 | 120                                 | 100                                 |                                     |                                     |
| 100                                                                     | 100                                 | 100                                 | 257,690                             | 259,892                             | 100                                 | 100                                 | 100                                 |                                     |                                     |
| 120                                                                     | 120                                 | 100                                 | 259,892                             | 260,300                             | 100                                 | 100                                 | 100                                 |                                     |                                     |
| 120                                                                     | 120                                 | 100                                 | 260,300                             | 298,269                             | 120                                 | 120                                 | 100                                 |                                     |                                     |
| 100                                                                     | 100                                 | 100                                 | 298,269                             | 365,633                             | 100                                 | 100                                 | 100                                 |                                     |                                     |
| 80                                                                      | 80                                  | 80                                  | 365,633                             | 367,700                             | 100                                 | 100                                 | 100                                 |                                     |                                     |
| 80                                                                      | 80                                  | 80                                  | 367,700                             | 367,900                             | 0                                   | 0                                   | 0                                   |                                     |                                     |
| 80                                                                      | 80                                  | 80                                  | 367,900                             | 380,595                             |                                     |                                     |                                     |                                     |                                     |
| 60                                                                      | 60                                  | 60                                  | 380,595                             | 389,065                             |                                     |                                     |                                     |                                     |                                     |
| Zawiera ograniczenia z Wykazu Ostrzeżeń Stałych Stan na 1 stycznia 2023 |                                     |                                     |                                     |                                     |                                     |                                     |                                     |                                     |                                     |

## Historia
- 20 listopada 1871 – otwarcie linii Toruń Wschodni – Jabłonowo Pomorskie – 2 tory
- 27 grudnia 1871 – otwarcie linii Czerwonka – Żeleznodorożnyj – 2 tory
- 26 maja 1872 – otwarcie linii Poznań Wschód – Inowrocław – 1 tor
- 1 grudnia 1872 – otwarcie linii Jabłonowo Pomorskie – Ostróda – 2 tory
- 1 grudnia 1872 – otwarcie linii Olsztyn Główny – Czerwonka – 2 tory
- 25 marca 1873 – otwarcie linii Inowrocław – Toruń Główny – 2 tory
- 15 sierpnia 1873 – otwarcie linii Toruń Główny – Toruń Wschodni – 2 tory
- 15 sierpnia 1873 – otwarcie linii Ostróda – Olsztyn Główny – 2 tory
- 1 stycznia 1886 – zmiana liczby torów na odcinku Poznań Wschód – Toruń Główny – 2 tory
- 1 stycznia 1945 – zmiana liczby torów na odcinku Korsze – Żeleznodorożnyj – 1 tor
- 23 grudnia 1976 – elektryfikacja odcinka Poznań Wschód – Inowrocław
- 20 grudnia 1983 – elektryfikacja odcinka Inowrocław – Toruń Główny
- 16 października 1986 – elektryfikacja odcinka Toruń Wschodni – Iława Główna
- 13 grudnia 1987 – elektryfikacja odcinka Toruń Główny – Toruń Wschodni
- 3 października 1988 – elektryfikacja odcinka Iława Główna – Olsztyn Główny
- 18 grudnia 1990 – elektryfikacja odcinka Olsztyn Główny – Korsze
- 12 marca 2000 – zamknięcie dla ruchu pasażerskiego odcinka Skandawa – Żeleznodorożnyj
- 3 kwietnia 2000 – zamknięcie dla ruchu pasażerskiego odcinka Korsze – Skandawa[4]
- 3 października 2016 – podpisanie umowy pomiędzy PKP PLK a ZUE na modernizację fragmentu linii 353 na odcinku Ostrowite – Biskupiec Pomorski oraz Biskupiec Pomorski – Jamielnik[5]
- czerwiec 2017 – podpisanie przez PKP PLK umowy na modernizację fragmentu linii 353 na odcinku Jamielnik – Olsztyn[6]
- 2020 – zamówienie przez PKP PLK studium wykonalności modernizacji linii wraz z budową nowej linii od Górowa do Kętrzyna na linii nr 259[7]

## Galeria

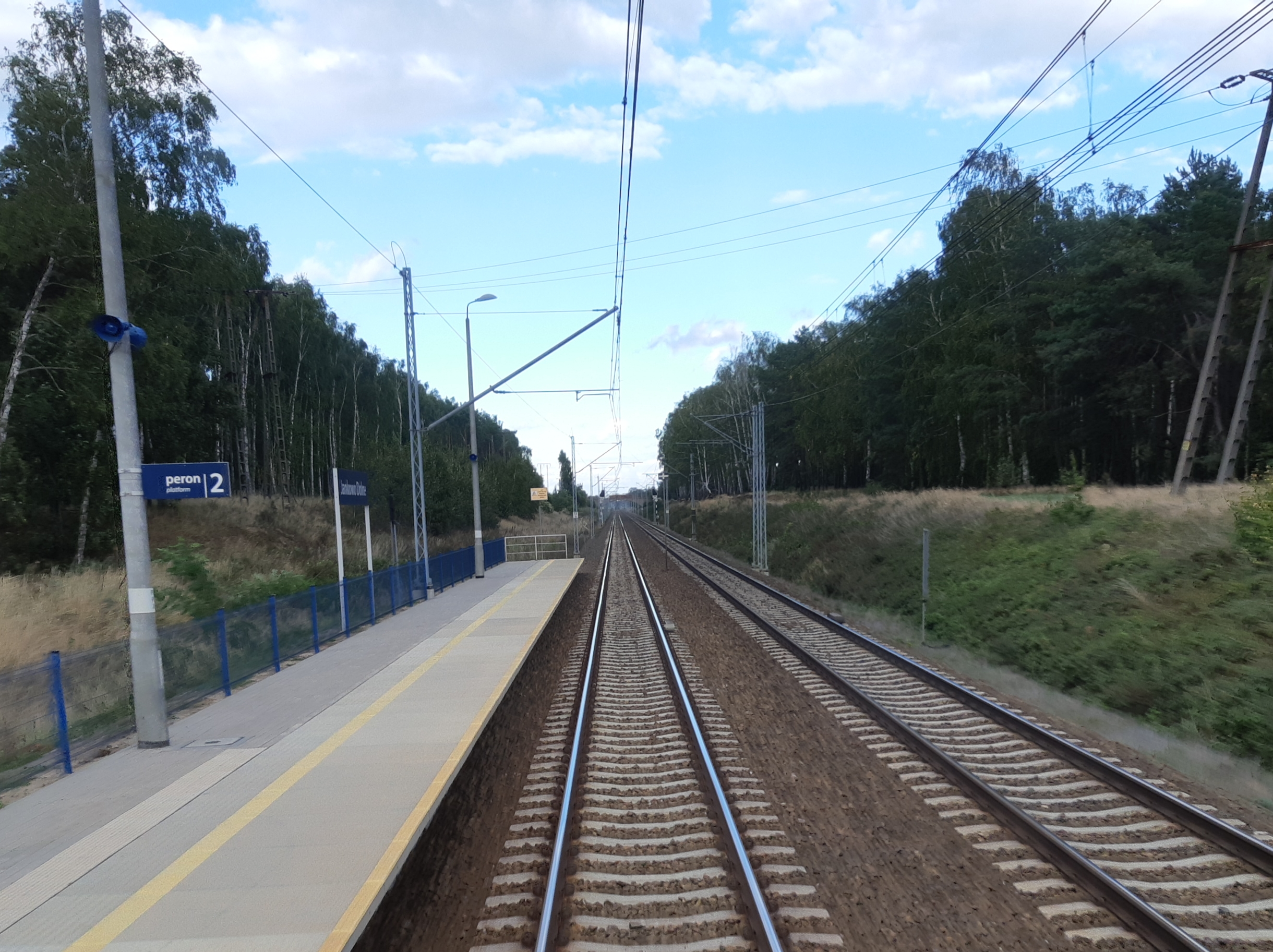
Jankowo Dolne koło Gniezna, województwo wielkopolskie
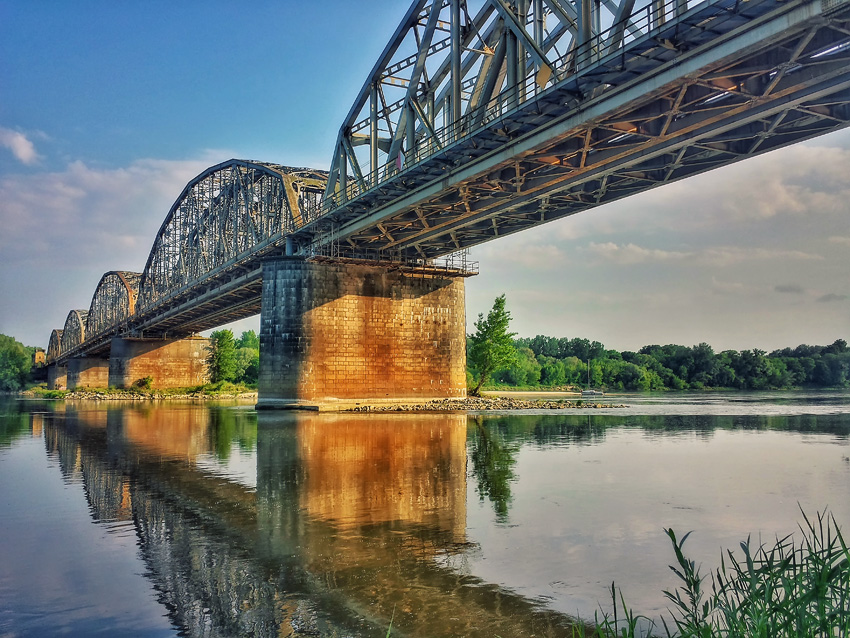
Most kolejowy im. Ernesta Malinowskiego w Toruniu, województwo kujawsko-pomorskie
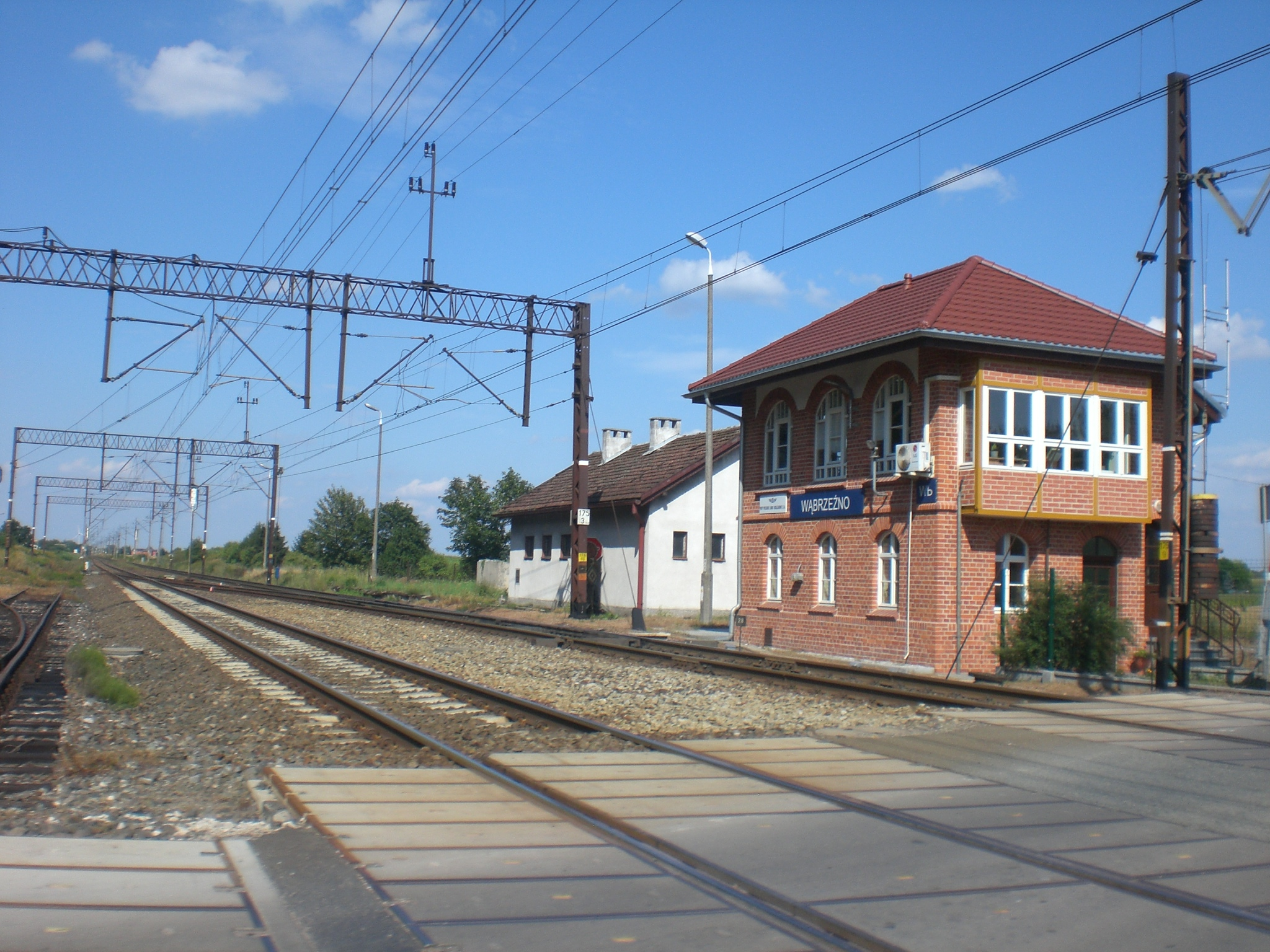
Wąbrzeźno, województwo kujawsko-pomorskie
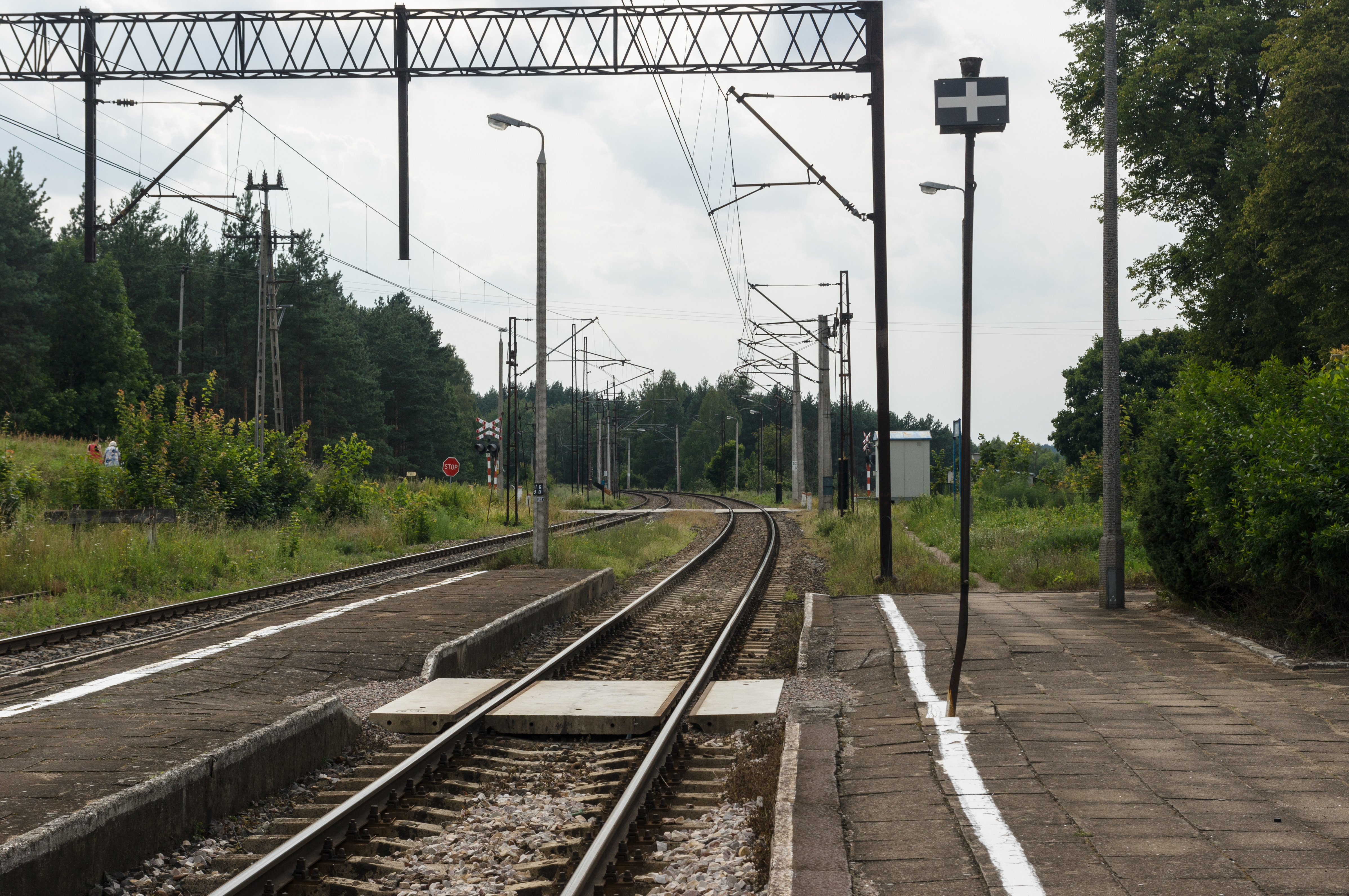
Wipsowo, województwo warmińsko-mazurskie
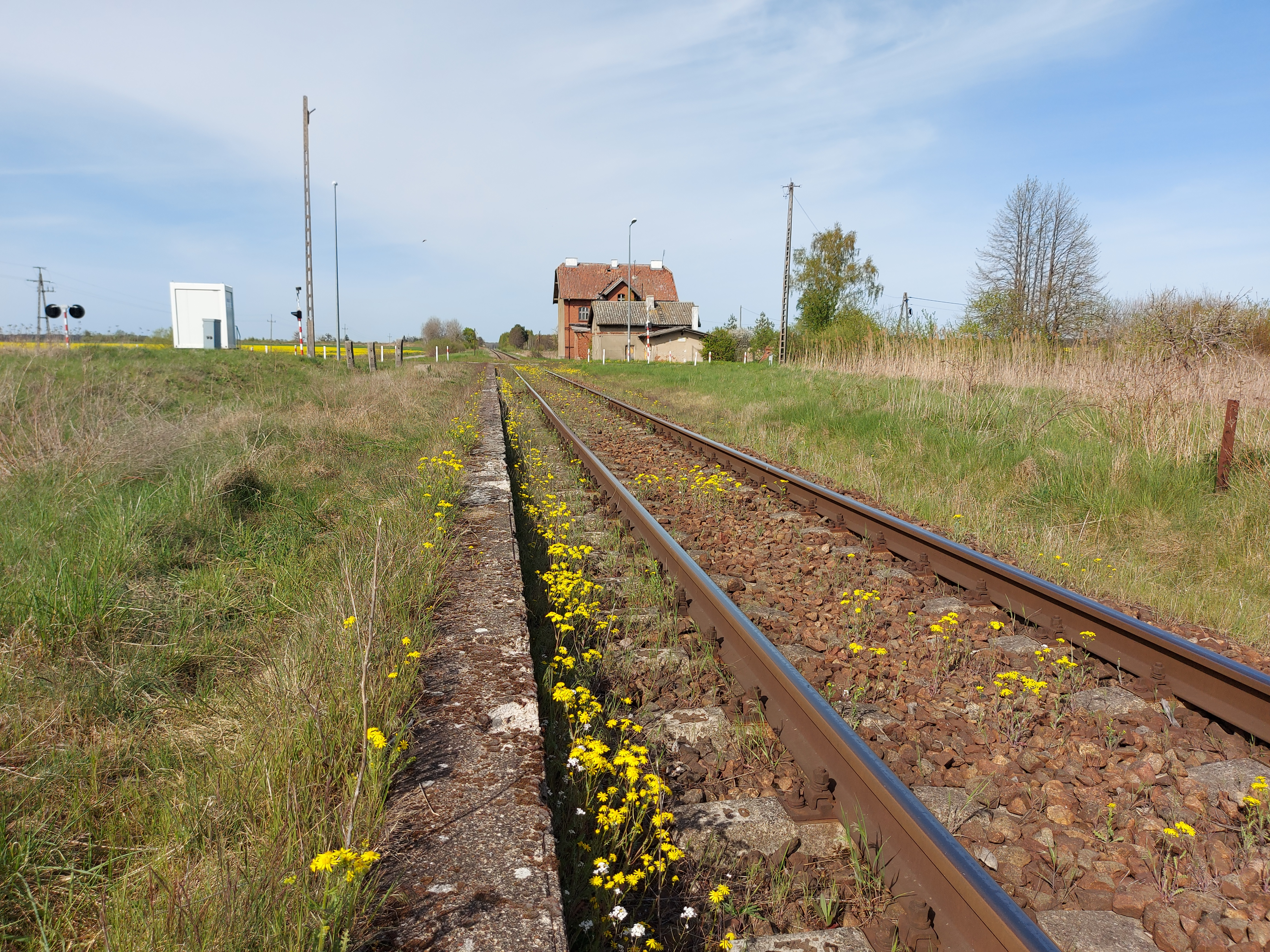
Dawny przystanek kolejowy w Parysie pod Korszami (województwo warmińsko-mazurskie)